# Cedrela
Cedrela é um gênero de plantas  da família botânica Meliaceae. É composto por 6 espécies de porte arbóreo, distribuídas desde o sul do México até o norte da Argentina. Três destas espécies, todas brasileiras, estão na Lista Vermelha da IUCN de espécies ameaçadas de extinção:
- Cedrela fissilis Vell.
- Cedrela lilloi C. DC.
- Cedrela odorata L.

No Brasil a espécie Cedrela fissilis é conhecida como cedro, cedro-rosa ou cedro-batata e a Cedrela odorata como cedro-cheiroso, cedro-rosa, cedro-espanhol ou cedro-mogno. O cedro brasileiro não deve ser confundido com o cedro do Líbano (citado na Bíblia), o qual é uma gimnosperma pertencente ao gênero Cedrus.

## Espécies e Distribuição
- Cedrela fissilis Vell. - Sul da Costa Rica até Argentina
- Cedrela lilloi C. DC. - Argentina, Bolívia, Brasil e Equador
- Cedrela montana Moritz ex Turcz - Colombia, Equador
- Cedrela odorata L. - Sul do México  até a Argentina
- Cedrela salvadorensis Standl. - América Central
- Cedrela tonduzii C. DC. - América Central

São árvores que produzem madeira de muito boa qualidade e muito valorizada no mercado. A espécie Cedrela odorata tem um cheiro muito agradável e é muito utilizada na fabricação de caixas de charutos.